# Kurfürstendamm
Il Kurfürstendamm (pronuncia:ˌkuːɐ̯fʏʁstn̩ˈdam; colloquialmente noto come Ku'damm) è un viale di Berlino.
Lungo 3,5 km, collega Breitscheidplatz a Rathenauplatz, attraversando il municipio (Bezirk) di Charlottenburg-Wilmersdorf. Oggi strada commerciale lussuosa, il Kurfürstendamm ha vissuto, tra il 1900 e l'avvento del Terzo Reich, un periodo di tale splendore da conservare un forte valore simbolico nell'immaginario popolare.
Sul Kurfürstendamm si concentravano caffè di lusso e locali popolari, gallerie d'arte e balere, teatri seri e sale di varietà; cinema, giostre, circhi equestri ed altre, stravaganti, attrazioni. Inoltre su di esso si trovavano quei caffè letterari che furono il principale luogo di incontro delle avanguardie intellettuali e artistiche berlinesi durante il primo trentennio del XX secolo.
Dopo la seconda guerra mondiale, nei quarant'anni in cui la città fu divisa in Berlino Est e Berlino Ovest, il Kurfürstendamm tornò ad avere un certo splendore, pur perdendo il suo ruolo culturale. Fu la principale via dei divertimenti e dei bei negozi della metà occidentale. Grazie alla sua fama esso ebbe, in quegli anni, anche un ruolo simbolico di grande importanza. La Germania Federale era, in un certo senso, uno stato privo di capitale, poiché le sue istituzioni politiche risiedevano a Bonn. In quel periodo, il Kurfürstendamm fu il luogo che rappresentò l'intero paese. La visita al Kurfürstendamm era una tappa obbligata per i capi di Stato stranieri. Le manifestazioni di protesta dei più importanti movimenti di opposizione lo prediligevano come scenario per i loro cortei.

## Storia

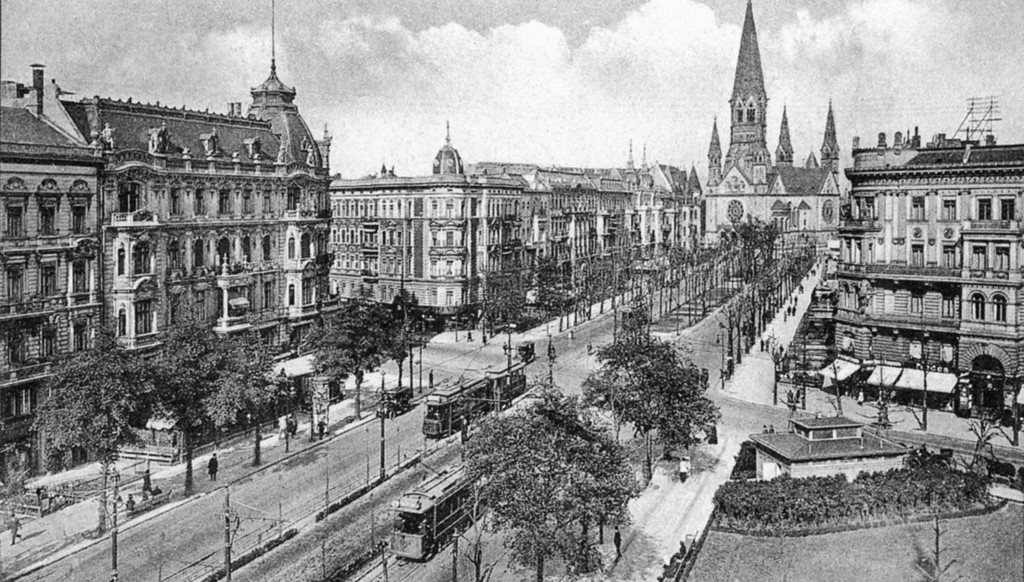
Il Kurfürstendamm nel 1916 - La chiesa in fondo è la Kaiser-Wilhelm, che segna l'estremità est del Ku'damm. La foto è quindi presa con la macchina orientata verso Est. La grande strada che il viale incrocia è la Joachimtaler Straße

### La costruzione
Il Kurfürstendamm venne costruito nel 1882-85, ampliando una strada di campagna che collegava il limite occidentale del Tiergarten (il grande parco ad Ovest della Porta del Brandeburgo) con la foresta di Grünewald. Il progetto risaliva al 1873. Bismarck, che prevedeva una crescita della popolazione di Berlino simile a quella che era avvenuta a Parigi nella prima metà del secolo e riteneva necessario dare a Berlino, da poco diventata capitale dell´impero tedesco, delle infrastrutture che avessero un carattere monumentale, ispirato alla capitale francese. Nelle sue intenzioni, il Grünewald sarebbe diventato il Bois de Boulogne di Berlino, e il Kurfürstendamm l'avenue des Champs-Élysées della capitale tedesca.“
Con l'industrializzazione, la popolazione di Berlino effettivamente aumentò, passando da 450.000 abitanti nel 1850 a 3.700.000 nel 1910. I comuni alle porte della città diventarono a loro volta centri urbani densamente popolati e vennero poi aggregati, nel 1920, in un'unica entità che comprendeva anche Berlino. Nelle zone ad Ovest e a Sud-Ovest, tra cui quelle attraversate dal vecchio Kurfürstendamm (Charlottenburg, Wilmersdorf e Halensee) diventarono i nuovi quartieri dell'alta borghesia. Il progetto di Bismarck venne attuato contemporaneamente a questa espansione di Berlino.

### I primi sviluppi
Sui terreni edificabili ai due lati del Kurfürstendamm vennero costruiti, nell'arco di venti anni, palazzi di abitazione particolarmente lussuosi. Gli appartamenti erano costituiti da 10, 12, talvolta 15 o addirittura 20 stanze. Le facciate erano decorate da stucchi nella moda dell'epoca, oppure imitavano stili del passato: medioevo, Rinascimento, barocco, ecc. (storicismo architettonico).
Nei terreni che durante quegli anni erano ancora vuoti, si installarono provvisoriamente circhi, giostre, un velodromo, o attrazioni stravaganti come “La mostra del Transwaal”, “Gli ultimi giorni di Pompei” o i “Flottenspiele”. All’estremita’ ovest venne allestito il “Luna Park”, un grande parco di attrazioni simile a quello di Coney Island  a New York.

### Prima del Nazionalsocialismoː l'epoca d'oro del Kurfürstendamm
Il Kurfürstendamm visse un periodo di grande splendore tra la fine dell'Ottocento e il 1933. Vi si trovavano ristoranti e caffè lussuosi ed eleganti, ma anche birrerie, osterie, e balere che accoglievano un pubblico molto popolare. Diventò luogo di commerci particolarmente eleganti.
Esso ebbe un ruolo importantissimo anche per la vita culturale di Berlino. Su di esso si trovavano diversi teatri, vi sorsero negli anni 1910 i primi cinema e negli anni 1920 le grandi e lussuosissime sale in cui case produttrici presentavano i loro film in anteprima. Anche le gallerie che esponevano le opere degli artisti di avanguardia, ribelli rispetto ai canoni del periodo (tanto da incorrere nella riprovazione dello stesso imperatore) si trovavano sul Kurfürstendamm.
Questi artisti frequentavano i ristoranti e i caffè del viale, dove incontravano altri esponenti delle avanguardie e del dissenso politico. Scrittori e poeti (tra cui gli espressionisti), giornalisti e pubblicisti di orientamento anarchico, socialista o liberale. Gli esponenti dell'autoproclamata bohème berlinese..
Tra i caffè letterari, due divennero particolarmente noti e importanti come fucine di nuove idee: il Café des Westens, tra la fine dell'Ottocento e la prima guerra mondiale, e il Romanisches Café nel corso degli anni 1920. Da segnalare il fatto che anche Pirandello, durante il suo soggiorno berlinese del 1928-1930, aveva un tavolo fisso al  Romanisches Café.

### Ku'damm durante il regime nazista
L'epoca d'oro del Ku'damm finì, in parte, con l'avvento al potere di Hitler e dei nazionalsocialisti. La maggior parte di coloro che tenevano viva la strada (commercianti, proprietari di caffè e ristoranti e impresari teatrali), infatti, erano ebrei; essendo stati espropriati, quelli che ebbero fortuna riuscirono a lasciare la Germania. La maggior parte degli esercizi commerciali arianizzati non sopravvisse a lungo. Anche molti tra artisti e intellettuali erano ebrei; altri erano invisi al regime per ragioni politiche, essendo comunisti, socialdemocratici, liberali o semplicemente non disposti ad allinearsi. La loro scomparsa, dovuta alle persecuzioni a cui furono sottoposti, tolse molto splendore al Kurfürstendamm, anche se a loro si sostituirono le nuove vedettes della Germania nazista come Gustaf Gründgens, Zarah Leander o Leni Riefenstahl.

### Dopoguerra, divisione della città e riunificazione
Alla fine della seconda guerra mondiale più della metà degli edifici del Kurfürstendamm era stata totalmente o parzialmente distrutta. Tuttavia gli spettacoli, i commerci e le attività di caffè e ristoranti ripresero con sorprendente rapidità, pur con mezzi di fortuna. La ricostruzione fu invece lenta e comportò l'inserimento nel vecchio tessuto urbano di edifici molto più grandi, che in genere vennero progettati senza tener conto delle costruzioni preesistenti. Dopo la divisione di Berlino nei due settori Est e Ovest e soprattutto dopo la costruzione del muro, il Kurfürstendamm diventò il centro simbolico di Berlino Ovest, il luogo in cui venivano regolarmente portati i politici stranieri in visita o in cui, al contrario, si svolgevano le manifestazioni di protesta.
Questo ruolo risultò determinante per l'architettura del Kurfürstendamm. Gli architetti vollero esprimere il suo prestigio attraverso costruzioni sempre più grandi e ispirate alla modernità architettonica delle città statunitensi – un'architettura di città senza storia. Per parecchi anni i cinema contribuirono all'atmosfera del viale in un modo che ricordava i gloriosi anni 1920. Ma, a Berlino così come altrove, il cinema perse di importanza e molte delle sale, così come quasi tutti i vecchi ristoranti e caffè, furono sostituiti da centri commerciali, alberghi e uffici. Nella maggior parte delle vecchie case – rimaste ancora tali e quali a come si presentavano all'inizio del Novecento – non ci sono quasi più appartamenti ma solo studi di notai, avvocati o commercialisti.

## Edifici degni di nota
Sul lato destro:
- all'angolo con Joachimsthaler Straße 5-6 l'ex edificio "Bilka", costruito nel 1956 su progetto di Hanns Dustmann[11];
- ai nn. 18-19 il Café Kranzler, costruito dal 1957 al 1958 su progetto di Hanns Dustmann[12] e ampliato dal 1997 al 2000 con la costruzione del "Neues Kranzler-Eck" su progetto di Helmut Jahn[13];
- al nº 27 il Bristol Hotel Kempinski, costruito dal 1951 al 1952 su progetto di Paul Schwebes[14];
- al nº 32 l'edificio della Hamburg-Mannheimer Versicherung, costruito nel 1956 su progetto di Hans Geber e Otto Risse[15];
- al nº 33 un edificio per uffici, costruito dal 1954 al 1955 su progetto di Paul Schwebes[15];
- ai nn. 59-60 un edificio residenziale e commerciale, costruito dal 1905 al 1907 su progetto di Hans Toebelmann e Henry Gross[16].

Sul lato sinistro:
- ai nn. 230-233 il grande magazzino "Wertheim", costruito nel 1971 su progetto di Hans Soll e Werner Düttmann, e modificato nel 1983 su progetto di Haus-Rucker-Co[17];
- ai nn. 227-228 l'edificio "Ku'Damm Eck", costruito dal 1998 al 2001 su progetto dello studio Gerkan, Marg und Partner[11][18];
- all'angolo con Joachimsthaler Straße 10-12 il complesso delle assicurazioni Allianz, costruito dal 1953 al 1955 su progetto di Alfred Gunzenhauser e Paul Schwebes[12];
- ai nn. 197-198 un edificio residenziale e commerciale, costruito dal 1978 al 1979 su progetto di Klaus Beyersdorf, Uwe Pompinon e Hasso von Werder[19];
- ai nn. 153-163 il complesso della Schaubühne, costruito dal 1927 al 1931 su progetto di Erich Mendelsohn, e ricostruito dal 1976 al 1981 su progetto di Jürgen Sawade[20].

### Fonti
- (DE) AA.VV., Architekturführer Berlin, 6ª ed., Berlino, Dietrich Reimer Verlag, 2001, ISBN 3-496-01211-0.
- (DE) Michael Bienert, Elke Linda Buchholz, Die Zwanziger Jahre in Berlin, Berlino, Berlin Story Verlag, 2012.
- (DE) Helmut Engel, Charlottenburg, Berlino, Stapp Verlag, 1993.
- (DE) Otto Hagemann, Das neue Gesicht Berlins, Berlino, Arani Verlagsgesellschaft, 1957.
- (DE) Hartmut Häuserman, Andreas Kapphan, Berlin, von der geteilten zur gespaltenen Stadt, Berlino, Leske und Budrich, 2012.
- (DE) Sven Kuhrau, MIchael Zajonz, Heimweh nach dem Kurfürstendamm, Petersberg, Michael Imhof Verlag, 2010.
- (DE) Karl-Heinz Metzger, Ulrich Dunkel, Der Kurfürstendamm. Leben und Mythos des Boulevards in 100 Jahren deutscher Geschichte, Berlino, Konopka, 1087.
- (DE) Wolfgang Ribbe, Jürgen Schmeidecke, Kleine Geschichte Berlins, 3ª ed., Stapp Verlag, Konopka, 1994.
- (DE) Regina Stürikow, "Vom Feldweg zum Boulevard", in Damals, n. 1, Leinfelden-Echterdingen, Konradin Medien GmbH, gennaio 2013.
- (DE) Michael Zajonz, Sven Kuhrau (a cura di), Heimweh nach dem Kurfürstendamm, Petersberg, Michael Imhof, 2010.

### Testi di approfondimento
- (DE) Eberhard Bohm, Kurfürstendamm. Entstehung und erste Entwicklung, in Wolfgang Ribbe (a cura di), Von der Residenz zur City. 275 Jahre Charlottenburg, 2ª ed., Berlino (Ovest), Colloquium-Verlag, 1980,  pp. 67-102, ISBN 3-7678-0513-8.